# بخيت آل طالع الزهراني
بخيت طالع صحفي سعودي من مواليد قرية الأطاولة بمحافظة القرى في منطقة الباحة جنوب المملكة العربية السعودية، تخرج من المرحلة الثانوية والتحق بـ جامعة الملك عبدالعزيز ليعمل معم اًفي وزارة التعليم ومتعاون صحافي مع عدد من الصحف السعودية بين المدينة و البلاد اذ قضى أكثر من ثلاثون عام في الصحافة الورقية أمتدت ومعظمها في صحيفة البلاد السعودية، وفي آخر 2016 اعتزل العمل الصحافي وعاد مطلع2017م كاتباً للمقال في عدد من الصحف الصحف السعودية والخليجية مثل عكاظ والقبس واستطاع زملاء المهنة إعادته للوسط الصحافي الذي فضل ان يبقى غير متفرغ على أن يعمل في صحيفة إلكترونية بناء على طلبه كما حقق الفوز بجائز الحج في عام 2014 . له مشاركات صحافية وأدبية على مستوى الخليج ابرزها في الشارقة.

## جوائز
حاز الصحفي بخيت طالع على جائزة وزارة الحج, بعد أن فاز تقريره الصحفي الموسوم بـ : ( نجاح الحج .. شهادة عالميِّة للسعوديين , ممهورة بامتياز مع مرتبة الشرف الأولى ) والمنشور في صحيفة (البلاد) عام 1434 هـ.
حصل على جائزة الباحة كأفضل قاص عام 2013م

## مؤلفاته
أصدر 7 مؤلفات ورقية شاركت في معارض الكتاب الدولية ويباع البعض منها في المكتبات السعودية، وهي ( إلى من يهمه الامر، رؤية في شارع الصحافة، رحلة إلى اندونيسيا، الجسد الغامض، حفلة الجن، اذوب في حبك، رؤية في شارع الصحافة )، وكتب أكثر من 700 مقال عمودي في الصحف الورقية والالكترونية. وشارك في العديد من المحافل الأدبية والأمسيات القصصية. شارك قاصاً في مهرجان القصة القصيرة وحصل على درع نادي الباحة الادبي.

### إصدارات جديدة
اصدر في عام 2022 مجموعة قصصية ( عائد من القبر ) وتم تدشينه في معرض الكتاب بمدينة جدة.
اصدر في 2024 كتابه ( العصفور الحافي ) سيرة ذاتية عن مسيرته الإعلامية ، وتم تدشينه في معرض جدة للكتاب 2024م .